# Джастрам, Бертон
Бертон Альберт «Берт» Джастрам (англ. Burton Albert "Burt" Jastram; 5 июня 1910, Сан-Франциско, Калифорния — 20 мая 1995, Окленд, Калифорния) — американский гребец, выступавший за сборную США по академической гребле в начале 1930-х годов. Чемпион летних Олимпийских игр в Лос-Анджелесе, победитель и призёр многих студенческих регат. Также известен как архитектор.

## Биография
Бертон Джастрам родился 5 июня 1910 года в городе Сан-Франциско, штат Калифорния. Имеет немецкие корни.
Выпускник Оклендской старшей школы. Занимался академической греблей во время учёбы в Калифорнийском университете в Беркли, состоял в местной гребной команде «Калифорния Голден Бирс», неоднократно принимал участие в различных студенческих регатах, в частности в восьмёрках в 1932 году выигрывал чемпионат Межуниверситетской гребной ассоциации (IRA).
Наивысшего успеха в гребле на международном уровне добился в сезоне 1932 года, когда вошёл в основной состав американской национальной сборной и благодаря череде удачных выступлений удостоился права защищать честь страны на домашних летних Олимпийских играх в Лос-Анджелесе. В составе распашного экипажа-восьмёрки с рулевым в финале обошёл всех своих соперников, в том числе на две десятых секунды опередил ближайших преследователей из Италии, и тем самым завоевал золотую олимпийскую медаль.
Окончил университет в 1932 году, получив степень в области архитектуры. Впоследствии стал достаточно успешным архитектором, занимался проектированием зданий и сооружений в нефтяной компании Standard Oil, состоял в различных архитектурных обществах и объединениях.
В 1935 году женился на Фрэнсис Уонлесс Кристи, в 1942 году у супругов родилась дочь Кэти Энн.
Умер 20 мая 1995 года в Окленде, штат Калифорния, в возрасте 84 лет.